# Lenta
Lenta là một đô thị ở tỉnh Vercelli trong vùng Piedmont thuộc Ý, có cự ly khoảng 80 km về phía đông bắc của Torino và khoảng 25 km về phia bắc của Vercelli. Tại thời điểm ngày 31 tháng 12 năm 2004, đô thị này có dân số 968 người và diện tích là 19,0 km².
Lenta giáp các đô thị: Carpignano Sesia, Gattinara, Ghemme, Ghislarengo, và Rovasenda.